# شطرنج تیموری
شطرنج تیموری (به انگلیسی: Tamerlane Chess) یک نوع شطرنج ایرانی قرون وسطایی است که مانند شطرنج امروزی، از شطرنج تاریخی ایران برگرفته شده‌است. این نوع شطرنج در زمان امپراتوری تیمور لنگ در خراسان بزرگ توسعه یافت و اختراع آن نیز به او نسبت داده شده‌است. از آنجایی که ابعاد صفحه شطرنج تیموری بزرگ‌تر از شطرنج کلاسیک است، به آن شطرنج بزرگ یا شطرنج کبیر نیز گفته می‌شود. اگرچه این بازی به شطرنج امروزی شبیه است، تفاوت‌هایی نیز با آن دارد؛ به ویژه این که در آن انواع مختلفی از مهره‌های پیاده وجود دارد که هر کدام پس از رسیدن به انتهای صفحه، به مهره متفاوتی ارتقا پیدا می‌کنند.

## تخته
یک صفحه شطرنج تیموری مجموعاً ۱۱۲ خانه دارد؛ شامل ۱۱۰ خانه اصلی که در یک الگوی ۱۰×۱۱ مرتب شده‌اند، بعلاوه دو خانه اضافی به نام ارگ، که در دو جای این صفحه از آن بیرون زده‌اند، یکی در ردیف نهم از سمت چپ و دیگری در ردیف دوم از سمت راست. خصوصیت ارگ این است که هیچ مهره‌ای به جز پادشاه نمی‌تواند آن را اشغال کند. اگر یک بازیکن با مهره پادشاه، ارگ بازیکن مقابل را اشغال کند، می‌تواند بازی را مساوی اعلام کند.
چند چیدمان مختلف برای آغاز بازی وجود دارد. یک حالت رایج آن به شرح زیر است:
طرف سفید:
- ردیف پایین (از چپ به راست): فیل، (خالی)، شتر، (خالی)، ارابه جنگی، (خالی)، ارابه جنگی، (خالی)، شتر، (خالی)، فیل.
- ردیف دوم (از چپ به راست): رخ، اسب، طلیعه، زرافه، ژنرال، پادشاه، وزیر، زرافه، طلیعه، اسب، رخ.
- ردیف سوم (از چپ به راست): پیادهٔ پیاده، پیادهٔ ارابه جنگی، پیادهٔ شتر، پیادهٔ فیل، پیادهٔ ژنرال، پیادهٔ شاه، پیادهٔ وزیر، پیادهٔ زرافه، پیادهٔ طلیعه، پیادهٔ اسب، پیادهٔ رخ

طرف سیاه: قرینهٔ طرف سفید است.

## مهره‌ها
اسامی مهره‌ها و حرکت آنها به شرح زیر است:

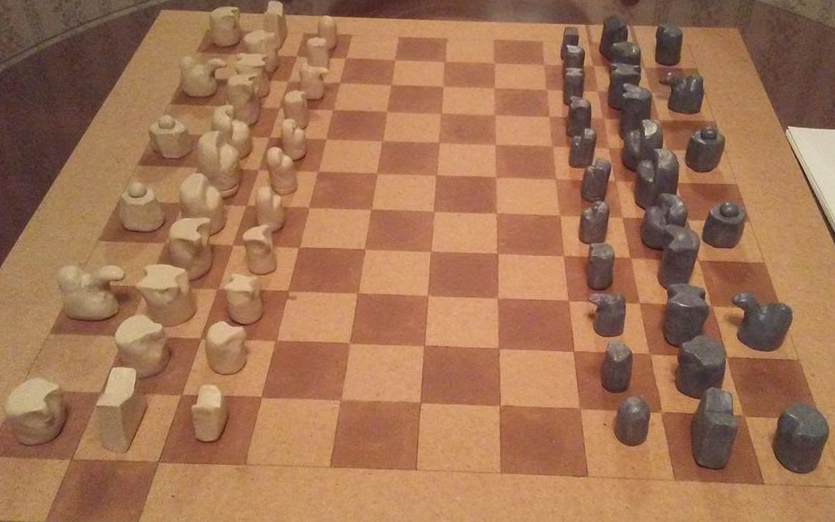
یک دست شطرنج تیموری. شکل ظاهری این مهره‌ها مطابق با شطرنج تیموری رایج در ایران در قرن چهاردهم میلادی است.

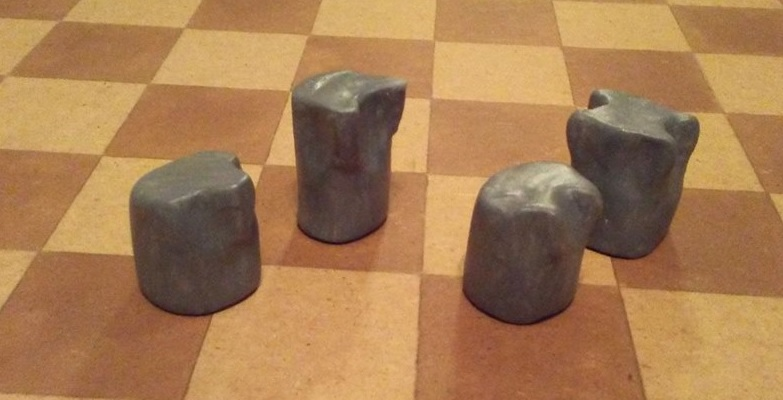
از چپ به راست: اسب، زرافه، فیل، طلیعه

- شاه - مانند یک شاه در شطرنج کلاسیک حرکت می‌کند با این تفاوت که یک بار در طول بازی، می‌تواند برای فرار از کیش شدن، مات شدن یا پات شدن، جایش را با هر یک از مهره‌های خودش عوض کند.
- ژنرال (فرز) - تنها یک خانه به صورت قطری حرکت می‌کند.
- وزیر - تنها یک خانه به صورت عمودی یا افقی حرکت می‌کند.
- زرافه - ابتدا یک خانه به صورت قطری جابجا می‌شود، سپس باید حداقل سه خانه به صورت افقی یا عمودی حرکت کند.
- طلیعه[۶] - مشابه یک فیل در شطرنج کلاسیک حرکت می‌کند با این تفاوت که باید حداقل دو خانه جابجا شود.
- اسب - مانند یک اسب در شطرنج کلاسیک حرکت می‌کند.
- رخ - مانند یک رخ در شطرنج کلاسیک حرکت می‌کند.
- فیل - دو خانه به صورت قطری حرکت می‌کند (نه کمتر نه بیشتر) و می‌تواند مانند اسب از روی مهره‌های وسط راهش بپرد.
- شتر - یک خانه به صورت قطری و دو خانه به صورت مستقیم جابجا می‌شود و می‌تواند از روی مهره‌های وسط راهش بپرد. در واقع، حرکت آن L مانند و مشابه اسب است با این تفاوت که یک خانه بیشتر از اسب به پیش می‌رود.
- ارابه جنگی (دبابه) - دو خانه به صورت عمودی یا افقی حرکت می‌کند و می‌تواند از روی مهره‌های وسط راهش بپرد.
- پیاده - مانند یک پیاده در شطرنج کلاسیک حرکت می‌کند، با این تفاوت که نمی‌تواند در حرکت اول دو خانه به پیش برود و نیز قادر به انجام حرکت آن پاسان نیست. هر کدام از مهره‌ها، از جمله خود مهرهٔ پیاده، یک پیادهٔ مربوطه دارد. برای مثال؛ پیادهٔ شاه، پیادهٔ پیاده، پیادهٔ وزیر، پیادهٔ زرافه و غیره.

## قواعد

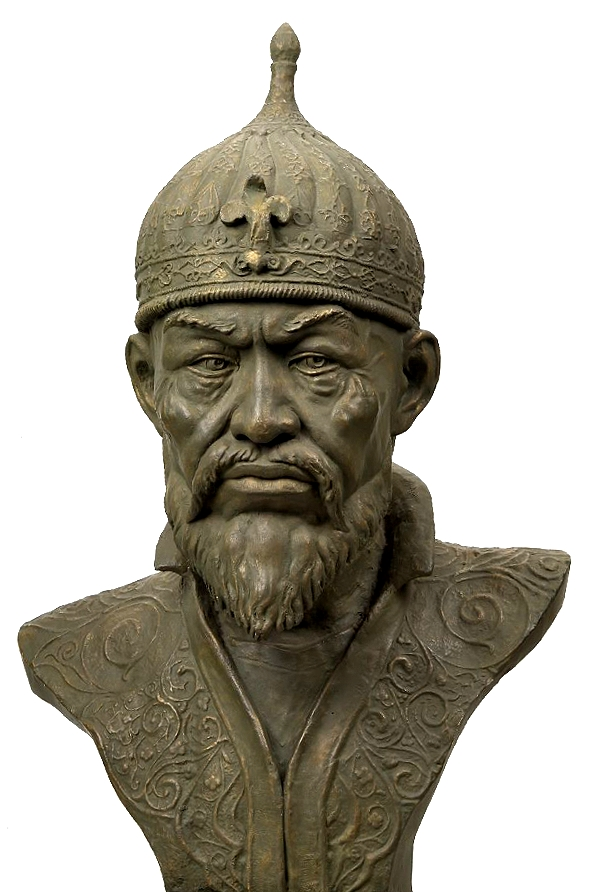
تیمور لنگ، مخترع بازی

### شروع بازی
بازیکنی که اولین حرکت را انجام می‌دهد با یک تاس تعیین می‌شود.

### هدف بازی
هدف شطرنج تیموری، مانند شطرنج امروزی، مات کردن شاه حریف است. بر خلاف شطرنج امروزی، پات شدن حریف نیز یک برد محسوب می‌شود.

### ارتقای پیاده‌ها
یک پیاده با رسیدن به آخرین ردیف در صفحه، به مهرهٔ مربوطهٔ خود ارتقا می‌یابد. برای مثال، پیادهٔ زرافه تبدیل به زرافه می‌شود و غیره. این قاعده دو استثنا دارد: پیادهٔ پیاده و پیادهٔ شاه.
پیادهٔ شاه، تبدیل به شاهزاده می‌شود. شاهزاده مانند پادشاه حرکت می‌کند. اگر یک شاهزاده و یک شاه از یک رنگ به‌طور همزمان روی تخته وجود داشته باشند، ابتدا یکی از این دو باید مانند یک مهره معمولی، گرفته شده و از صفحه خارج شود؛ سپس دیگری مات یا پات شود تا حریف در بازی برنده شود.
وقتی پیادهٔ پیاده به آخرین ردیف می‌رسد، همان‌جا می‌ماند و نمی‌توان آن را گرفت. این پیاده در دو حالت باید به نقطه دیگری از صفحه منتقل شود؛ به محض اینکه موقعیتی ایجاد شود که حریف نتواند مانع از این شود که یکی از مهره‌هایش را تسلیم پیاده کند، یا اینکه جایی در صفحه باشد که پیاده بتواند از آنجا به‌طور همزمان به دو مهره حریف حمله کند (تاکتیک چنگال)، بازیکن باید پیاده خود را به آن مکان منتقل کند؛ حتی اگر آن خانه اشغال شده باشد، چه با مهرهٔ خودی چه با مهرهٔ حریف؛ در هر صورت پیاده به این مکان منتقل می‌شود. مهره ای که پیش از انتقال پیاده، آن خانه را اشغال کرده بود، از روی تخته حذف می‌شود. پیاده در حرکت بعدی خود، می‌تواند هر مهره‌ای را که به آن حمله می‌کند، بگیرد. در ادامه پیاده مجدداً می‌تواند رو به جلو به حرکت روی تخته ادامه دهد و اگر برای بار دوم به ردیف آخر برسد، به نقطه شروع حرکت پیادهٔ شاه منتقل می‌شود. در سومین باری که این پیاده به انتهای صفحه می‌رسد، به نایب السلطنه تبدیل می‌شود که همان حرکات پادشاه را دارد، با یک استثنای خاص که در بخش بعدی توضیح داده می‌شود. اگر یک نایب السطلنه همزمان با یک شاهزاده و/یا یک شاه روی تخته وجود داشته باشد، هرکدام از آنها باید مانند یک مهره معمولی اسیر شده و از صفحه خارج شود تا زمانی که تنها یکی از آنها باقی بماند، که سپس حریف برای پیروزی باید آن را مات یا پات کند.

### ارگ‌ها
دو مربع اضافی که از سمت چپ ردیف نهم و سمت راست ردیف دوم بیرون می‌آیند، ارگ (حصن) نامیده می‌شوند. اگر در هر زمانی از بازی، بازیکنی بتواند پادشاه خود را به ارگ حریف منتقل کند، می‌تواند بازی را مساوی اعلام کند. این برای یک بازیکن در حال باخت سودمند است، زیرا در شطرنج تیموری، پات شدن هم یک باخت محسوب می‌شود. از طرف دیگر، اگر بازیکن زمانی که شاه خود را وارد قلعه حریف می‌کند، یک شاهزاده یا نایب السلطنه هم روی تخته داشته باشد، شاه او می‌تواند مکانش را با هر یک از این مهره‌ها عوض کند و بازی ادامه می‌یابد. شاهزاده یا نایب السطلنه می‌تواند بعداً از قلعه خارج شود تا راه را برای ورود دوباره شاه باز کند، اما امتیاز جابجایی فقط یک بار می‌تواند استفاده شود.
به لحاظ رتبه، شاه از شاهزاده بالاتر است و شاهزاده از نایب السلطنه بالاتر است. روی تخته فقط بالاترین رتبه از بین این سه مهره می‌تواند وارد ارگ حریف شود.
نایب السطنه این امتیاز ویژه را دارد که تنها مهره ای در صفحه است که می‌تواند وارد ارگ خودی شود. این مهره با ورود به ارگ خودی، مصون می‌شود و بدین ترتیب مانع از ورود حریف به ارگ خودی شده و نمی‌گذارد حریف اجازه اعلام تساوی را به دست بیاورد.

### قواعد دیگر
بازیکن می‌تواند فقط یک بار در طول بازی، برای فرار از کیش، مات یا پات، جای یک مهره سلطنتی (شاه، شاهزاده یا نایب السلطنه) را با یک مهره غیر سلطنتی عوض کند. اگر یک بازیکن بیش از یک مهره سلطنتی داشته باشد، باز هم هرکدامشان که در معرض کیش قرار بگیرد، حرکت بعدی بازیکن را محدود به فرار از کیش می‌کند و نمی‌توان کیش را نادیده گرفت. در صورتی که یک بازیکن همه مهره‌هایش را غیر از شاه از دست بدهد، باز هم نمی‌توان به‌طور قطع گفت که می‌بازد چرا که همچنان شانس ورود به ارگ حریف و اعلام تساوی را دارد. در شطرنج تیموری برخلاف شطرنج امروزی، تکرار سه‌گانه یا قانون پنجاه حرکت منجر به تساوی نمی‌شود.

## نسخه‌های دیگر شطرنج تیموری
قبلتر اشاره شد که در شطرنج تیموری، اولین ردیف از سمت هر بازیکن، چند مربع خالی دارد. در تعداد اندکی از متون قدیمی که به شطرنج تیموری اشاره کرده‌اند، این خانه‌های خالی با مهره‌های اضافه‌ای مانند شیر، گاو، اکتشافگر و هیولای دریایی پر شده‌اند. در این متون اشاره ای نشده‌است که شیوه حرکت این مهره‌های اضافه چگونه است؛ اما برخی محققان حدس‌هایی دربارهٔ آن زده‌اند.

## باشگاه‌های شطرنج تیموری
یک باشگاه شطرنج عمومی در جیمز تاون، نیویورک، به نام Tamerlane Chess Club، به این بازی و همچنین دیگر انواع شطرنج باستانی اختصاص داده شده‌است.